# Ratibor (Obodriti)
Ratibor, anche conosciuto come  Racibor, o Ratse (... – 1042) è stato un sovrano obodrita e Samtherrscher degli obodriti dal 1028/9.

## Biografia
Ratibor era un principe cristiano dei Polabi che divenne Samtherrscher degli Obodriti nel 1028/1029 dopo la fuga e morte di Pribignew. Ratibor era presente ad Amburgo nel 1036, dove prestò giuramento di fedeltà a Bernardo II, duca di Sassonia, insieme agli altri principi obodriti Anadrag (Anatrog) e Gneus (Gnew).
Egli morì nel 1042 lasciando il potere ai suoi otto figli. Tutti i suoi figli morirono il 28 settembre 1043 per opera dei danesi nella battaglia combattuta a Lürschau, nel sud della penisola dello Jutland, contro il re di Norvegia e Danimarca Magnus I.
La battaglia di Lürschau, chiamata anche battaglia di Hlyrskog Heath, è raccontata nella saga nordica Heimskringla relativa a Magnus the Good.
Alla morte di Ratibor il trono degli Obodriti ritornò ad un Naconide, Godescalco figlio di Pribignew (Udo).
Ratibor risiedeva nel castello di Ratzeburg, che diede poi il nome alla relativa città dello Schleswig-Holstein.